# Meta Hrovat
Meta Hrovat est une skieuse alpine slovène, née le 2 mars 1998 à Ljubljana.

## Biographie
Sa carrière junior est ponctuée de succès tels que la médaille de bronze en slalom aux Jeux olympiques de la jeunesse d'hiver de 2016 et la médaille d'argent en combiné aux Championnats du monde junior 2017.
Elle débute en Coupe du monde en décembre 2015 à Linz. Elle marque ses premiers points en décembre 2016 au slalom de Semmering (28e). Par la suite, elle est régulièrement dans les points en slalom géant et obtient son premier résultat dans le top dix en décembre en terminant 8e du slalom géant de Linz.
En janvier 2018, elle monte sur le podium du slalom géant de Coupe du monde disputé à Lenzerheide. Quelques semaines plus tard, elle prend part aux Jeux olympiques de Pyeongchang, où elle est 14e en slalom géant et 21e en slalom.
En 2019, elle est championne du monde junior de slalom.
En octobre 2022, elle met fin à sa carrière sportive  à 24 ans par manque de motivation.

## Palmarès

### Jeux olympiques d'hiver
| Épreuve / Édition   | Slalom géant | Slalom |
| ------------------- | ------------ | ------ |
| JO 2018 PyeongChang | 14e          | 21e    |
| JO 2022 Pékin       | 7e           | Ab.    |

### Championnats du monde
| Épreuve / Édition               | Super G | Slalom géant | Slalom | Combiné | Parallèle |
| ------------------------------- | ------- | ------------ | ------ | ------- | --------- |
| Mondiaux 2019 Åre               | —       | 22e          | Ab.    | —       | —         |
| Mondiaux 2021 Cortina d'Ampezzo | 28e     | Ab.          | Ab.    | Ab.     | 16e       |

### Coupe du monde
- Meilleur classement général : 25e en 2020 et 2021.
- 4 podiums.

| Année/Classement | Général | Général | Descente | Descente | Super G | Super G | Slalom géant | Slalom géant | Slalom | Slalom | Combiné | Combiné |
| Année/Classement | Class.  | Points  | Class.   | Points   | Class.  | Points  | Class.       | Points       | Class. | Points | Class.  | Points  |
| ---------------- | ------- | ------- | -------- | -------- | ------- | ------- | ------------ | ------------ | ------ | ------ | ------- | ------- |
| 2017             | 102e    | 19      | -        | -        | -       | -       | 39e          | 16           | 57e    | 3      | -       | -       |
| 2018             | 50e     | 164     | -        | -        | -       | -       | 11e          | 158          | 55e    | 6      | -       | -       |
| 2019             | 36e     | 225     | -        | -        | -       | -       | 14e          | 126          | 22e    | 99     | -       | -       |
| 2020             | 25e     | 279     | -        | -        | -       | -       | 9e           | 168          | 23e    | 53     | -       | -       |
| 2021             | 25e     | 252     | -        | -        | -       | -       | 9e           | 234          | 48e    | 8      | -       | -       |
| 2022             | 55e     | 131     | -        | -        | -       | -       | 20e          | 110          | 41e    | 21     | -       | -       |

### Championnats du monde junior
| Épreuve / Édition          | Descente | Super G | Slalom géant | Slalom | Combiné |
| Mondiaux 2016 Sotchi       | -        | -       | 26e          | Ab.    | -       |
| Mondiaux 2017 Aare         | -        | 6e      | Ab.          | 4e     | Argent  |
| Mondiaux 2018 Davos        | -        | Ab.     | Ab.          | Or     | Argent  |
| Mondiaux 2019 Val di Fassa |          |         | Ab.          | Or     |         |

Abréviations : Ab. = abandon

### Jeux olympiques de la jeunesse
| Édition / Épreuve    | Super G | Slalom géant | Slalom | Combiné |
| -------------------- | ------- | ------------ | ------ | ------- |
| JOJ 2016 Lillehammer | Abandon | 4e           | Bronze | Abandon |

### Coupe d'Europe
- 3 victoires.

Palmarès en mars 2019.

### Championnats de Slovénie
- Championne de slalom en 2018.